# Elias James Manning
Dom Frei Elias James Manning O.F.M.Conv. (Troy, 14 de abril de 1938 - Vassouras, 13 de outubro de 2019) foi um frade franciscano conventual e bispo católico estadunidense radicado no Brasil desde 1962. Foi o sexto bispo da Diocese de Valença, Rio de Janeiro.  Foi bispo diocesano de Valença entre 13 de maio de 1990 até 12 de fevereiro de 2014, sendo sucedido por Dom Nelson Francelino Ferreira.
Foi sagrado bispo por Dom Eugênio Sales.